# Yvann Maçon
Yvann Maçon (Baie-Mahault, 1º ottobre 1998) è un calciatore francese, difensore del Saint-Étienne.

## Caratteristiche tecniche
È un terzino destro molto duttile che può essere schierato anche all'altezza dei centrocampisti oppure sulla fascia opposta.

## Carriera

### Club
Nato a Baie-Mahault in Guadalupa, è cresciuto nel settore giovanile del Castelnau Le Crès, dove ha militato dal 2014 al 2017, anno del suo passaggio al Dunkerque. Inizialmente impiegato con la squadra riserve nel Championnat de France amateur 2, il 20 aprile 2018 ha debuttato in prima squadra giocando l'incontro di Championnat National perso 3-0 contro il Red Star. Nel 2019 è stato definitivamente promosso in prima squadra, diventandone ben presto titolare inamovibile al punto da attirare l'interesse di alcuni club di Ligue 1 fra cui il Saint-Étienne, che lo ha acquistato a titolo definitivo nel mercato invernale. Ha debuttato in Ligue 1 il 9 febbraio seguente disputando l'incontro perso 1-0 contro il Montpellier.
Il 24 luglio 2020 ha disputato da titolare la finale di Coppa di Francia persa 1-0 contro il Paris Saint-Germain giocando nell'inedito ruolo di esterno di centrocampo, mentre circa un mese più tardi ha trovato la sua prima rete segnando il gol del momentaneo 2-0 nell'incontro pareggiato contro il Nantes, guadagnandosi il titolo di man of the match.
L'8 dicembre 2022 viene annunciata la sua cessione in prestito al Paris FC.
Il 2 luglio 2023 viene ceduto in prestito al Maccabi Tel Aviv.

### Nazionale
Il 16 giugno 2025 esordisce con la nazionale guadalupense, nella gara di Gold Cup persa 5-2 contro Panama.

## Statistiche
Statistiche aggiornate al 24 settembre 2020.

### Presenze e reti nei club
| Stagione           | Squadra            | Campionato         | Campionato | Campionato | Coppe nazionali | Coppe nazionali | Coppe nazionali | Coppe continentali | Coppe continentali | Coppe continentali | Altre coppe | Altre coppe | Altre coppe | Totale | Totale | Totale |
| Stagione           | Squadra            | Comp               | Pres       | Reti       | Comp            | Pres            | Reti            | Comp               | Pres               | Reti               | Comp        | Pres        | Reti        | Pres   | Reti   |        |
| ------------------ | ------------------ | ------------------ | ---------- | ---------- | --------------- | --------------- | --------------- | ------------------ | ------------------ | ------------------ | ----------- | ----------- | ----------- | ------ | ------ | ------ |
| 2017-2018          | Dunkerque 2        | N3                 | 20         | 1          |                 | -               | -               |                    | -                  | -                  |             | -           | -           | 20     | 1      |        |
| 2018-2019          | Dunkerque 2        | N3                 | 10         | 1          |                 | -               | -               |                    | -                  | -                  |             | -           | -           | 10     | 1      |        |
| Totale Dunkerque 2 | Totale Dunkerque 2 | Totale Dunkerque 2 | 30         | 2          |                 | -               | -               |                    | -                  | -                  |             | -           | -           | 30     | 2      |        |
| 2017-2018          | Dunkerque          | N                  | 1          | 0          | CF              | 0               | 0               |                    | -                  | -                  |             | -           | -           | 1      | 0      |        |
| 2018-2019          | Dunkerque          | N                  | 1          | 0          | CF              | 0               | 0               |                    | -                  | -                  |             | -           | -           | 1      | 0      |        |
| 2019-2020          | Dunkerque          | N                  | 18         | 0          | CF              | 1               | 0               |                    | -                  | -                  |             | -           | -           | 19     | 0      |        |
| Totale Dunkeruqe   | Totale Dunkeruqe   | Totale Dunkeruqe   | 20         | 0          |                 | 1               | 0               |                    | -                  | -                  |             | -           | -           | 21     | 0      |        |
| 2019-2020          | Saint-Étienne      | L1                 | 2          | 0          | CF+CdL          | 1+0             | 0               |                    | -                  | -                  |             | -           | -           | 3      | 0      |        |
| 2020-2021          | Saint-Étienne      | L1                 | 4          | 1          | CF              | 0               | 0               |                    | -                  | -                  |             | -           | -           | 4      | 1      |        |
| Totale carriera    | Totale carriera    | Totale carriera    | 56         | 3          |                 | 2               | 0               |                    | -                  | -                  |             | -           | -           | 58     | 3      |        |

### Cronologia presenze e reti in nazionale
| Cronologia completa delle presenze e delle reti in nazionale ― Guadalupa | Cronologia completa delle presenze e delle reti in nazionale ― Guadalupa | Cronologia completa delle presenze e delle reti in nazionale ― Guadalupa | Cronologia completa delle presenze e delle reti in nazionale ― Guadalupa | Cronologia completa delle presenze e delle reti in nazionale ― Guadalupa | Cronologia completa delle presenze e delle reti in nazionale ― Guadalupa | Cronologia completa delle presenze e delle reti in nazionale ― Guadalupa | Cronologia completa delle presenze e delle reti in nazionale ― Guadalupa |
| Data                                                                     | Città                                                                    | In casa                                                                  | Risultato                                                                | Ospiti                                                                   | Competizione                                                             | Reti                                                                     | Note                                                                     |
| ------------------------------------------------------------------------ | ------------------------------------------------------------------------ | ------------------------------------------------------------------------ | ------------------------------------------------------------------------ | ------------------------------------------------------------------------ | ------------------------------------------------------------------------ | ------------------------------------------------------------------------ | ------------------------------------------------------------------------ |
| 16-6-2025                                                                | Carson                                                                   | Panama                                                                   | 5 – 2                                                                    | Guadalupa                                                                | Gold Cup 2025 - 1° turno                                                 | -                                                                        | 46’                                                                      |
| 20-6-2025                                                                | San Jose                                                                 | Giamaica                                                                 | 2 – 1                                                                    | Guadalupa                                                                | Gold Cup 2025 - 1° turno                                                 | -                                                                        | 59’                                                                      |
| 24-6-2025                                                                | Houston                                                                  | Guadalupa                                                                | 2 – 3                                                                    | Guatemala                                                                | Gold Cup 2025 - 1° turno                                                 | -                                                                        | 71’                                                                      |
| Totale                                                                   |                                                                          | Presenze                                                                 | 3                                                                        |                                                                          | Reti                                                                     | 0                                                                        |                                                                          |